# Bulle (Doubs)
Bulle ist eine französische Gemeinde mit 500 Einwohnern (Stand: 1. Januar 2022) im Département Doubs in der Region Bourgogne-Franche-Comté.

## Geographie
Bulle liegt auf 824 m über dem Meeresspiegel, etwa zehn Kilometer westlich der Stadt Pontarlier (Luftlinie). Das Dorf erstreckt sich im Jura, inmitten des weiten Hochplateaus von Arlier (Pontarlier-Frasne), nördlich des Drugeon und der Montagne du Laveron. 
Die Fläche des 14,03 km² großen Gemeindegebiets umfasst einen Abschnitt des französischen Juras. Das ganze Gebiet wird vom Hochplateau von Arlier eingenommen, das durchschnittlich auf 830 m liegt. Es ist überwiegend von Wiesland bedeckt, zeigt aber auch einige Waldgebiete und ganz im Süden (in der Nähe des Drugeon) eine Moorfläche, in der früher Torf gestochen wurde. Die Hochebene besitzt keine oberirdischen Fließgewässer, weil das Niederschlagswasser im verkarsteten Untergrund versickert. Mit 876 m wird auf einer Anhöhe am nordwestlichen Rand der Senke Combe de la Rochette die höchste Erhebung von Bulle erreicht.
Nachbargemeinden von Bulle sind Chapelle-d’Huin im Nordwesten, Bannans im Norden und Osten sowie La Rivière-Drugeon im Südwesten.

## Geschichte
Verschiedene Funde weisen darauf hin, dass das Gemeindegebiet von Bulle bereits in gallorömischer Zeit besiedelt war. Zusammen mit der Franche-Comté gelangte das Dorf mit dem Frieden von Nimwegen 1678 an Frankreich. Seit 2003 ist Bulle Mitglied des 10 Ortschaften umfassenden Gemeindeverbandes Communauté de communes du Plateau de Frasne et du Val du Drugeon.

## Sehenswürdigkeiten
Die Dorfkirche Saint-André wurde um 1750 erbaut, 1838 umgestaltet und 1994 letztmals renoviert. Ebenfalls aus dem 18. Jahrhundert stammt der Brunnen auf dem Dorfplatz.

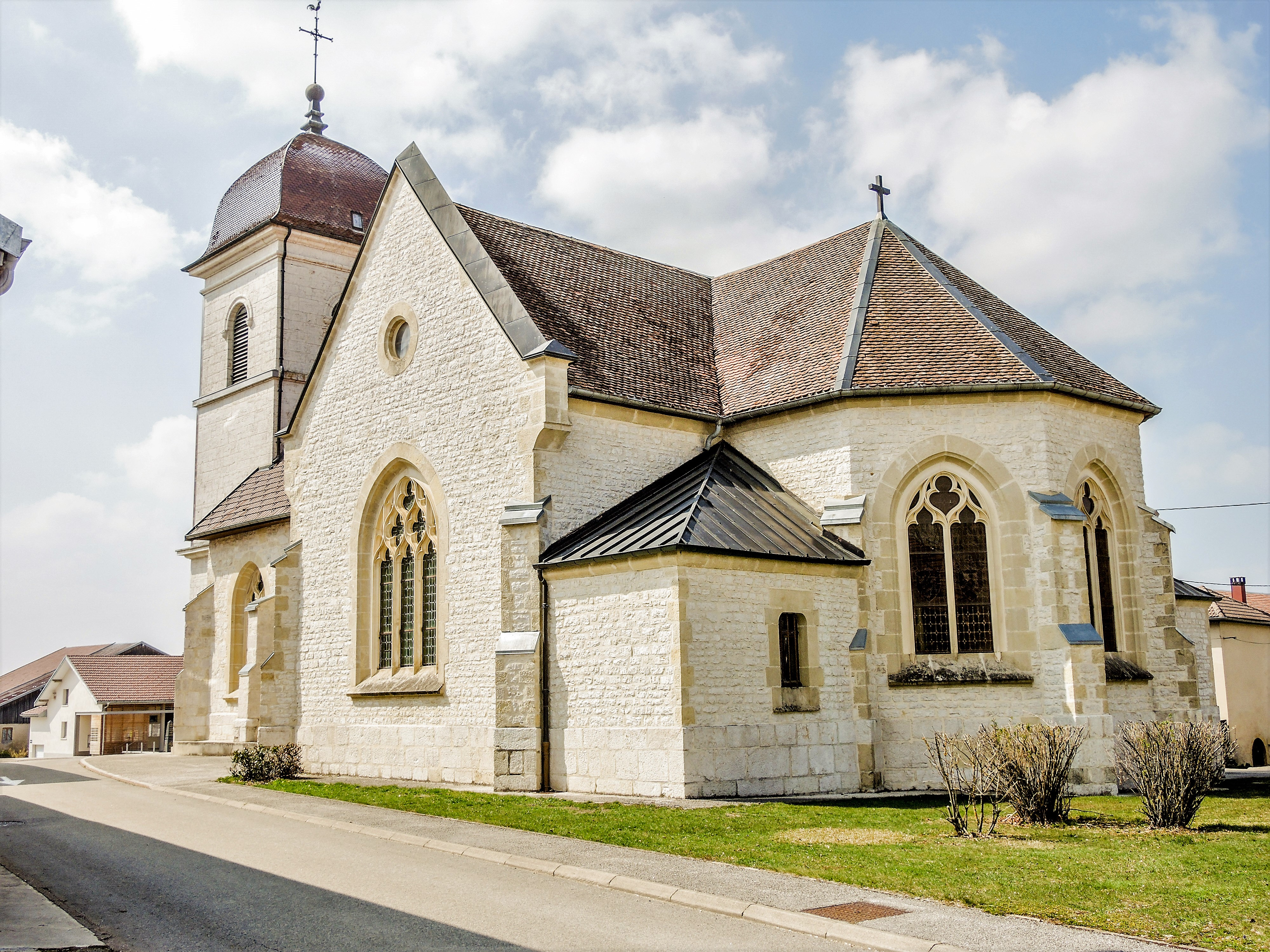
Kirche Saint-André

## Bevölkerung
| Jahr                       | 1962 | 1968 | 1975 | 1982 | 1990 | 1999 | 2006 | 2016 |
| Einwohner                  | 252  | 253  | 232  | 286  | 320  | 331  | 371  | 427  |
| Quellen: Cassini und INSEE |      |      |      |      |      |      |      |      |

Mit 500 Einwohnern (1. Januar 2022) gehört Bulle zu den kleinen Gemeinden des Département Doubs. Nachdem die Einwohnerzahl in der ersten Hälfte des 20. Jahrhunderts markant abgenommen hatte (1886 wurden noch 431 Personen gezählt), wurde seit Mitte der 1970er Jahre wieder ein Bevölkerungswachstum verzeichnet.

## Wirtschaft und Infrastruktur
Bulle war bis weit ins 20. Jahrhundert hinein ein vorwiegend durch die Landwirtschaft, insbesondere Milchwirtschaft und Viehzucht geprägtes Dorf. Daneben gibt es heute einige Betriebe des lokalen Kleingewerbes. Mittlerweile hat sich das Dorf auch zu einer Wohngemeinde gewandelt. Viele Erwerbstätige sind Wegpendler, die in den größeren Ortschaften der Umgebung ihrer Arbeit nachgehen.
Die Ortschaft ist verkehrstechnisch gut erschlossen. Sie liegt an der Hauptstraße D471, die von Pontarlier nach Champagnole führt. Weitere Straßenverbindungen bestehen mit Bannans und La Rivière-Drugeon.